# Eddie Brown
Eddie Lee Brown (Miami, 18 dicembre 1962) è un ex giocatore di football americano statunitense che ha giocato nel ruolo di wide receiver per tutta la carriera con i Cincinnati Bengals della National Football League (NFL). Fu scelto nel corso del primo giro (13º assoluto) del Draft NFL 1985 dai Bengals. Al college ha giocato a football all'Università di Miami.

## Carriera
Brown fu il secondo ricevitore scelto nel Draft 1985 (dopo Al Toon), tredicesimo assoluto, tre posizioni prima di Jerry Rice. Dopo la sua prima annata fu premiato come rookie offensivo dell'anno dopo avere fatto registrare 53 ricezioni per 942 yard e 8 touchdown.
Nel 1988, Brown ricevette 53 passaggi per 1.273 yard (allora un record di franchigia, superato da Chad Johnson nel 2003) e 9 touchdown, venendo convocato per il suo unico Pro Bowl e raggiungendo il Super Bowl XXIII, perso contro i San Francisco 49ers. Le sue 24 yard medie per ricezione sono ancora un record NFL per i ricevitori che hanno agguantato almeno 50 passaggi in una stagione. Quell'anno stabilì un altro record dei Bengals quando ricevette 216 yard in una sola gara, primato superato anch'esso dalle 260 yard di Johnson in una gara del 2006.
L'ultima stagione della carriera di Brown fu quella del 1991. I suoi sette anni da professionista terminarono con 343 ricezioni (7º nella storia dei Bengals) per 6.134 yard (5º) e 41 touchdown (4º).

## Palmarès

### Franchigia
- American Football Conference Championship: 1

Cincinnati Bengals: 1988

### Individuale
- Convocazioni al Pro Bowl: 1

1988
- Rookie offensivo dell'anno - 1985
- PFWA All-Rookie Team - 1985

## Statistiche
| Ricezioni              | 363   |
| Yard ricevute          | 6.134 |
| Touchdown su ricezione | 41    |